# Річард Невілл, граф Ворік
Річард Невілл (*22 листопада 1428 — †14 квітня 1471) — англійський аристократ, 16-й граф Ворік, 6-й граф Салісбері, 8-й барон Монтегю, визначний політичний та військовий діяч. Мав прізвиська «Творець королів», «Останній барон».

## Життєпис

### Молоді роки
Походив зі знатної та впливової родини північної Англії — Невілів. Стосунки з іншими знатними родинами цієї частини Англійського королівства обумовили політичну долю Річарда Невіла. Його родина розглядалася королями як противага могутньому роду Персі, графів Нортумберленд. В залежності від того, кого підтримували Персі, ворогами тих ставали Невілли.
Річард Невіл був сином Річарда Невілла, графа Солсбері, та Аліси Монтегю. У 1434 році був заручений з Ганною Бошам, спадкоємицею графства Невіл, Бошам, володінь Деспенсер. 22 квітня 1445 року стає лицарем під час коронації Маргарити Анжуйської, дружини Генріха VI. У 1448—1449 роках набув належний військовий досвід, беручи участь у боротьбі з кланами південної Шотландії. У 1449 році помер батько дружини й розпочалася суперечка Річарда з Генрі Бофором, герцогом Сомерсетом за спадщину Деспенсерів. Втім Невілл розраховував на підтримку короля з огляду важливого становища своєї родини на півночі Англії. Тому 1452 році разом із батьком допоміг Генріху VI придушити заколот Річарда Йоркського.
У 1453 році король розділив спадщину Деспенсерів, значну частину (володіння Гламорган) передавши Генрі Бофору. Це було викликано бажання стримати розширення могутності роду Невіллів. Тоді ж стався перший психичний зрив короля Генріха VI. При цьому посилився конфлікт з родиною Персі, яка підтримала короля. З огляду на це Річард Невілл став прихильником рішення щодо наділення посадою протектора королівства Річарда Йоркського, що сталося у 1454 році. Втім вже у 1455 король прийшов до тями, а свій вплив повернули вороги герцога Йоркського.

### Війна Червоної та Білої троянд

#### Прихильник Йорків
Конфлікт між двома ворогуючими групами зростав. Він поглиблювався невдачами у Франції, де на той час точилася Столітня війна. Річард Невілл повернувся на північ, щоб готуватися до боротьби. У 1455 році він разом з Річардом Йоркським рушив до Лондону із сильним загоном, щоб силою відібрати владу над королем у роду Бофор, герцогів Сомерсет. 22 травня відбулася битва з військами Едмунда Сомерсета, прихильника Ланкастерів. Тут війська Невілла та Йорка здобули переконливу перемогу. В результаті герцог Йоркський знову стає протектором королівства. Втім вже у 1456 році парламент знімає його з цієї посади, а вплив дружини Маргарити Анжуйської та її союзників знову повернуто. Проте цього ж року Річард Невілл стає капітаном м. Кале у Франції. Це мало велике значення, тому що саме у Кале розташовувалася найбільш боєздатна та досвідчена армія Англії.
Річард Невілл залишався на цій посаді до 1459 року. В цей час він також займався охороною південного узбережжя Англії від ворожіх флотів Кастилії та Ганзи. Також встановлює гарні стосунки з Карлом VII Валуа та Філліппом III Бургундським.
Цього ж року висадився у Англії та рушив до Шропширу на зустріч з батьком, проте більшість солдат Невілла на чолі з Ендрю Тролопом перейшла на бік короля. Тому Річард Невілл разом батьком вимушений був тікати до Кале. Спроба Ланкастерів на чолі з Генрі Сомерсетом захопити Кале була відбита.
У 1460 році Річард Невілл зустрівся з Річардом Йоркським в Ірландії, де було сплановано військовий похід проти Ланкастерів. Цього ж року Невілл висадився в Англії й 10 липня завдав поразки королівським військам при Нортгемптоні. Далі Невілл рушив на південь й легко захопив Лондон. Завдяки саме його пропаганді більшість міст південної Англії підтримало Йорків, а парламент ухвалив наділити Річарда Йоркського званням спадкоємця трону (31 жовтня).
Проте цього ж року Йорки зазнали поразки при Векфілді, де загинув Річард Йоркський, а батька Невілла було страчено (30 грудня). З цього моменту Річард стає черговим графом Салісбері. Але 17 лютого 1461 року самого Річарда Невілла було розбито королівськими військами у Другій битві при Сен-Олбансі. Проте Річард зміг втекти та з'єднатися з Едуардом Йоркським, який розбив Ланкастерів при Мортимер Кросс. Саме вплив та авторитет Невілла сприяв тому, що 4 березня 1461 року Едуарда було оголошено новим королем. А вже 29 березня відбулася велика битва при Таутоні, в якій активну участь брав Невілл. Йорки завдали нищівної поразки Ланкастерам.
За заслуги перед своєю родиною Едуард IV Йорк повернув Невілл посаду капітана Кале, зробив його адміралом Англії та управителем герцогства Ланкастер. У 1461—1463 Річард Невілл придушив останній опір на півночі країни, змусивши Якова III короля Шотландії, який підтримував Ланкастерів, укласти мирну угоду.

#### Прихильник Ланкастерів
Але вже у 1464 році починаються протиріччя з королем. Невілл вважав себе фактичним володарем країни, адже його родичі займали значну кількість міст у парламенті, він мав потужні війська, саме йому Едуард IV мав завдячувати короною. Тому Невілл гадав, що може особисто вирішувати питання внутрішньої та зовнішньої політики. З огляду на це він вів перемовини щодо шлюбу короля з родичкою короля Людовика XI — Боною Савойською. В той час, коли Невілл перебував у Франції, король одружився з Єлизаветою Вудвіл. Цей вчинок короля викликав невдоволення Невілла, проте він ще зберігав вірність монарху. У 1465 році саме Річард Невілл захопив Генріха VI Ланкастера й доправив того у Тауер.
Разом з тим стосунки з Едуардом IV погіршувалися, чому також сприяли родичі дружини короля. У 1467 році укладає союз з Джорджем, герцогом Кларенсом, братом короля. Зрештою Річард Невілл організував заколот у своїх володіннях на півночі й 26 липня 1469 року розбив королівські війська біля Еджкот-Мура. Едуард IV Йорк втік до Нідерландів, а Невілл оголосив королем Генріха VI Ланкастера. Невілл отримав звання заступник короля й фактично став правити Англією. На цій посаді уклав союз з Францією. У свою чергу для послаблення свого ворога — французького короля — Карл Сміливий, герцог Бургундії, надав війська Едуарду IV, з якими той повернувся до Англії. 14 квітня 1471 року відбулася вирішальна битва між військами Річарда Невілла та Едуарда IV при Барнеті, в якій перший зазнав поразки й загинув. Його труп 4 дні пролежав на паперті собору Святого Павла у Лондоні, щоб усі переконалися у загибелі цієї людини.

## Родина
Дружина — Ганна де Бошам (1426—1492), графиня Ворік.
Діти:
- Ізабела (1451—1476), дружина Джорджа, герцога Кларенса
- Ганна (1456—1485), дружина Річарда III Йорка, короля Англії